# أماندا ساندريلي
أماندا ساندريلي (بالإيطالية: Amanda Sandrelli)‏ هي ممثلة إيطالية، ولدت في 31 أكتوبر 1964 ولها العديد من الادوار المهمة.
ولدت في لوزان، سويسرا، وهي أبنة الممثلة الإيطالية الشهيرة ستيفانيا ساندريلي والمغنى وكاتب الأغاني جينو باولي وقد بدأت التمثيل في عام 1984.

## وصلات خارجية
- أماندا ساندريلي على موقع IMDb (الإنجليزية)
- أماندا ساندريلي على موقع ألو سيني (الفرنسية)
- أماندا ساندريلي على موقع ميوزك برينز (الإنجليزية)
- أماندا ساندريلي على موقع أول موفي (الإنجليزية)
- أماندا ساندريلي على موقع ديسكوغز (الإنجليزية)
- أماندا ساندريلي على موقع قاعدة بيانات الفيلم (الإنجليزية)
- أماندا ساندريلي على موقع كينوبويسك (الروسية)

صفحتها على imdb